# Arthrologie
L’arthrologie, ou syndesmologie, est en anatomie, biomécanique, etc. le domaine d'étude des articulations, c'est-à-dire les zones de jonction entre deux extrémités osseuses, des tissus connexes (ligaments, tendons, cartilages, synoviales) attenants, et de leurs éventuels mouvements.
Le terme est construit à partir du grec ancien ἄρθρον arthron (articulation) et λογία logía (parole, discours). Le spécialiste de ce domaine est l'arthrologiste.
En arthrologie générale humaine on distingue les articulations fibreuses, cartilagineuses et synoviales.
Les articulations fibreuses se caractérisent par leur immobilité, les os en présence étant jointifs, sans espace entre eux et reliés par du tissu fibreux éventuellement calcifié (exemple les os du crâne). Les articulations cartilagineuses se caractérisent par la présence d'un cartilage qui remplit l'espace entre les os en présence (exemple les articulations entre côte et sternum).
Les articulations synoviales se caractérisent par la présence d'un espace libre entre les os constituant une cavité articulaire contenant le liquide synovial permettant le mouvement des os l'un par rapport à l'autre (exemple le genou). Ces dernières se distinguent selon le nombre de degré de liberté (1, 2 ou 3) c'est-à-dire la possibilité de permettre un mouvement dans un, deux ou trois axes. Ces articulations comportent des surfaces articulaires (épiphyses osseuses et cartilages) et des moyens d'union (capsule, ligaments, synoviale).